# Casa dels Espuny
La Casa dels Espuny és una obra del municipi de Reus (Baix Camp) inclosa en l'Inventari del Patrimoni Arquitectònic de Catalunya.

## Descripció
És un habitatge ubicat en una cantonada, de fet té façanes que donen a tres carrers. La principal és la del carrer de l'Abadia. També dona als carrers de Rosselló i de la Racona. Està estructurat en planta en forma d'«L» amb un cos central de planta quadrangular, de doble crugia. Té una planta baixa, un entresòl i dos pisos superiors. La façana principal està arrebossada amb pedra i calç però imitant el carreuat de grans pedres ben escairades. La del carrer de Rosselló, en canvi, és de maons deixats a la vista i el de la Racona, l'arrebossat n'impedeix la visió. Destaquen els arcs escarsers cecs de maó de la façana del carrer de Rosselló, que de fet són de 1882, quan el propietari va demanar a l'ajuntament permís per a realitzar obres de reforma, i l'arquitecte municipal va fer recular tres pams la façana d'aquell carrer. Això va provocar la destrucció de la façana gòtica, l'única existent a Reus, i la seva substitució per una obra de maons. Les cantonades estan fetes amb carreus de pedra ben escairats i deixats a la vista. L'entrada principal, la del carrer de l'Abadia, és una porta d'arc de mig punt, força ample i amb un aparell encoixinat amb l'escut dels Espuny (un braç i un puny clos que sosté una espasa) i els Torroja (una torre) a la clau de la volta. Un altre escut dels Espuny es troba a la casa que fa cantonada a la plaça de la Farinera i el carrer de santa Anna. Les finestres del carrer de l'Abadia són rectangles verticals, amb els muntants de pedra, sense cap tipus d'ornamentació a excepció d'algunes motllures.
L'últim pis compta amb una galeria d'arcs de mig punt amb les línies d'imposta remarcades amb una petita motllura en relleu. Sobre seu, just sota el ràfec de teula àrab, hi ha un esgrafiat a manera de sanefa que recorre tot l'edifici amb motius vegetals curvilinis. Al límit lateral de la façana, a la mateixa alçada que l'entrada, també es pot observar un petit escut en relleu on es representen diverses parts d'una au. Les cobertes són a dues aigües amb teula àrab.

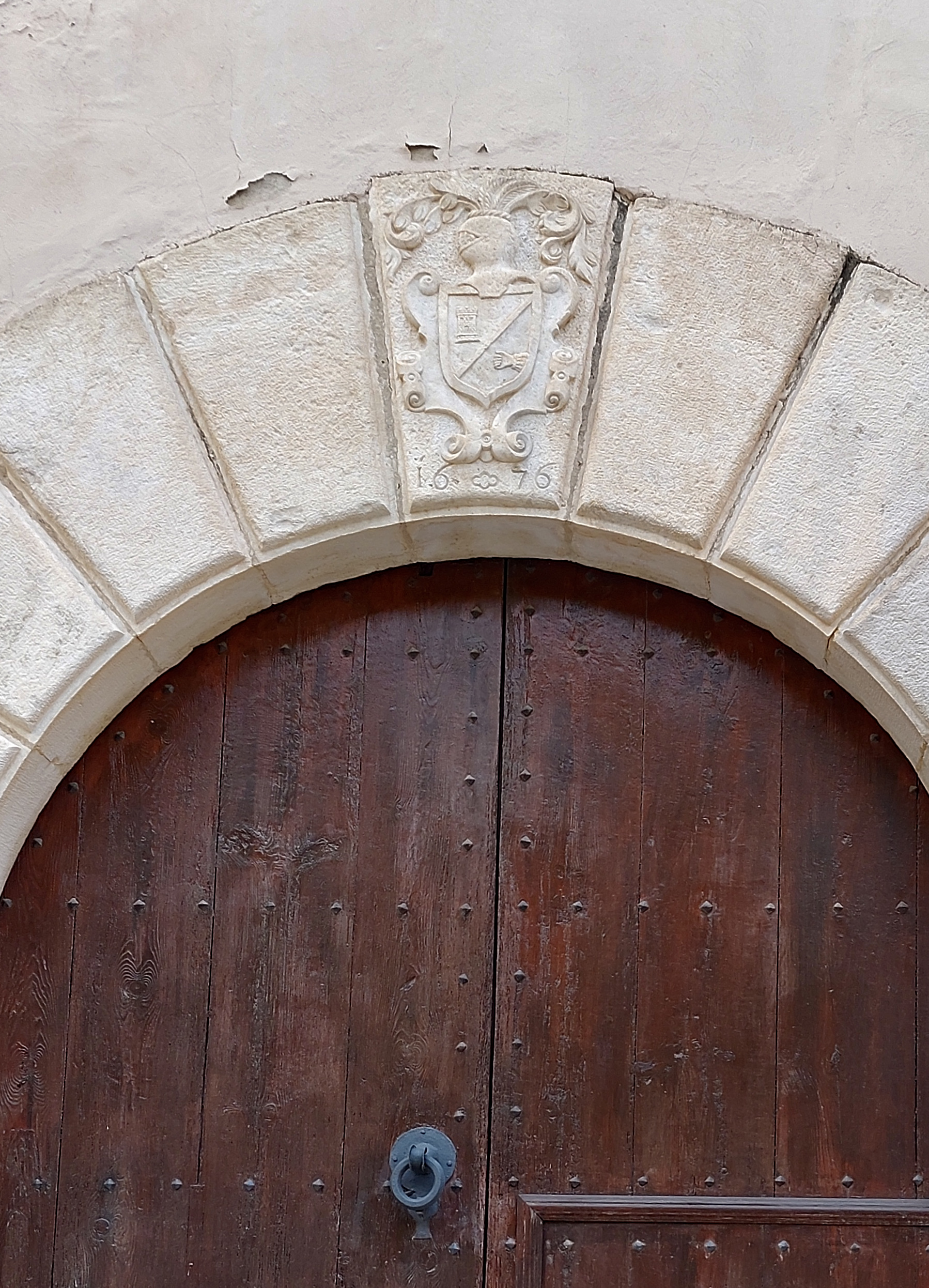
Escut dels Espuny a la portalada

## Història
Aquest és un dels pocs exemplars conservats d'arquitectura civil moderna, ja que molts es van enderrocar als segles XVIII i xix. De fet el primer palau dels Espuny en aquesta ubicació es documenta ja als s. XII/XIII però no ens resta res d'aquest moment. L'edifici, en la seva aparença actual, es data com del segle xvii però durant el segle xviii es va modificar força. Pau Font de Rubinat comenta que la família Espuny o Spuny va arribar a la ciutat amb la conquesta franca i va publicar un escut anterior a 1359 tot i que Ramon Amigó avança aquesta data fins a 1320. Font de Rubinat afegeix que la família s'extingí cap a finals del segle xvii, quan es va unir amb els Barberà. Saldoni Vilà dona referències de Ramon d'Espuny, noble reusenc enterrat al Monestir de Poblet «que tiene por divisa de sus armas un escudo de piedra esculpido con un brazo con espada levantada en la mano». La tomba porta la data de 1266. Diversos membres d'aquesta família eren propietaris de diferents finques rústiques a la mateixa ciutat.
El 1672 l'immoble és propietat de la vídua de Sebastià Torroja, pagès i ciutadà honrat de Barcelona. Aquest edifici anirà canviant d'ús, així al darrer quart del segle xix consta que estava arrendat per una societat recreativa que hi tenia un cafè i un teatre, el «Teatre Quevedo». Es desconeix si va ser amb anterioritat o de forma paral·lela que la família Oliba hi instal·là un taller d'ebenisteria als baixos.
La casa va passar a mans d'un matrimoni de La Morera de Montsant, els Paradell-Queralt que es dedicaven a criar cabres als baixos. El 1882 se'l van vendre a Maria Vilar Duran que hi farà algunes reformes, com ja havien fet alguns dels propietaris anteriors. Els seus descendents són els actuals propietaris de la casa. En els últims temps de la guerra civil (1936- 1939) s'hi va instal·lar l'escola del professor Francesc Cros.